# Илия Нушев
Илия Христов Нушев е български учен, енолог.

## Биография
Роден е в 1920 година в леринското село Горно Неволяни, Гърция. Завършва Леринската гимназия. По време на Втората световна война, когато по-голямата част от Вардарска Македония е окупирана от България, а българщината в Егейска Македония преживява частично възраждане, в 1944 година Илия Нушев заминава да учи в Софийския университет.
Нушев е виден български енолог, създател на първите винени дестилати в България. Преподава във Висшия институт по хранителна и вкусова промишленост в Пловдив.
Умира в София в 2005 година.